# Tyrone Spong
Tyrone Clinton Spong (Paramaribo, 3 september 1985) is een Surinaams-Nederlands kickbokser, bokser en MMA-vechter.

## Jeugd
Spong werd geboren in de Surinaamse hoofdstad Paramaribo en emigreerde op vijfjarige leeftijd met zijn familie naar Nederland. Hier groeide hij vervolgens op in de Amsterdamse Bijlmer. Op dertienjarige leeftijd begon hij met kickboksen bij de sportschool van Lucien Carbin.

## Kickboks-partijen (selectie)

### Spong vs. Mes
Spong won op 12 november 2006 in 'De Rotterdamse Ahoy’ van Joerie Mes. Voor de zesde keer vond daar het PRIDE & HONOR 2006 plaats, een zeer groot vechtsportgala. In de tweede ronde kreeg Mes een gesprongen knie op zijn hoofd te verwerken, hetgeen resulteerde in een snee onder zijn oog. Spong won later op knock-out door Mes een gesprongen knie op de lever te geven. 

### Spong vs. Overeem
Spong kwalificeerde zich voor de K-1 World Grand Prix Final 2010 in Japan op 11 december 2010, na zijn overwinning op Ray Sefo. Zijn tegenstander in de kwartfinale was zijn voormalige trainingspartner Alistair Overeem. Het werd een competitievere strijd dan de meesten aanvankelijk verwachtten, aangezien Overeem de aanzienlijk grotere vechter was. Nadat Spong het initiatief nam gedurende de eerste ronde, waren beide vechters aan elkaar gewaagd en werd het een partij waarbij beiden uitdeelden en moesten incasseren. In de derde ronde begon Overeem de overhand te krijgen, waarna hij middels een jury-beslissing tot winnaar werd uitgeroepen.

### Spong vs. Aerts
Peter Aerts koos voor zijn partij in de Benelux Tyrone Spong als tegenstander. Op 30 juni 2012 liet Spong op It's Showtime 58 zien dat hij tot de top van de zwaargewichten behoort. De toen 41-jarige Aerts werd voortdurend in zijn achteruit gezet door zijn jongere rivaal. Spong won met een knock-out van de veteraan. Aerts greep na zijn verloren partij de microfoon om een rematch te claimen. Spong reageerde hierop zakelijk met: "Yes, if the 'paper' is right". De vechters stonden beiden onder contract bij Glory.

### Spong vs. Bonjasky
Op 23 maart 2013 vocht Spong tegen Remy Bonjasky in de hoofdpartij van Glory 5: London in de ExCeL Arena in Londen, Engeland. Spong beantwoordde de openingsbel met een agressief tempo en begon te domineren met lage trappen en stoten. De actie nam toe in ronde twee, toen beide vechters uitdeelden totdat Spong Bonjasky in een hoek dreef en zijn kansen begon te pakken. Bonjasky antwoordde met een krachtige knie tegen de kaak, maar Spong incasseerde eenvoudig voordat hij hem raakte met een massieve rechtse hoek, waardoor Bonjasky knock-out ging.

## Mixed Martial Arts
De kickbokser Tyrone Spong flirtte al een tijdje met de kooi en Mixed Martial Arts (MMA). In 2011 werd de Surinamer door Rashad Evans naar de VS gehaald om daar met het jonge team Blackzilians in Florida te trainen. Eenmaal gesetteld bij het team van Evans, maakte Spong bekend dat hij wel openstond voor MMA. Ruim een jaar later, in september 2012, bevestigde de King of the Ring zijn overstap naar MMA. Hoewel Spong in zijn laatste partijen als zwaargewicht aantrad, wilde hij uitkomen in de light-heavyweightdivisie. In november 2012 maakte Spong zijn MMA-debuut voor World Series of Fighting tegen Travis Bartlet. Hij won op knock-out in de eerste ronde. Vervolgens nam hij het in augustus 2013 op tegen Angel DeAnda en won door middel van een unanieme jurybeslissing.

## Boksen
Spong maakte zijn debuut in het profboksen op 6 maart 2015 en won van de Hongaar Gabor Farkas op knock-out in de eerste ronde. Ook de volgende elf wedstrijden werden gewonnen op knock-out. In 2017 en 2018 won Spong de WBC en WBO Latino-zwaargewichttitels.

## Karate Combat
Toen Spong op 24 januari 2025 aanwezig was bij Karate Combat 52 in Miami werd hij geïnterviewd op camera waarin hij interesse toonde om voor de organisatie te vechten. Hij stond erop tijdens het interview dat hij dit meteen wilde bespreken met de directeur van Karate Combat, Asim Zaidi.
Tijdens de live stream van Karate Combat 53 in Denver, werd er bekendgemaakt dat Spong geboekt staat om het op te nemen tegen de huidige Karate Combat Zwaargewicht-kampioen Sam Alvey, die zijn titel verdedigt. Het gevecht is de hoofdpartij van Karate Combat 54 in Dubai op 2 mei 2025.

## Behaalde titels
- Glory 95kg Slam Tournament Champion 2013
- It's Showtime World 95MAX Champion 2008
- W.F.C.A. Muay Thai Cruiserweight World Champion 2008
- Winnaar KO World Series 2008
- SLAMM Events 79kg Champion 2007
- A-1 World League Champion 2005
- W.P.K.L. Europees kampioen middengewicht 2005
- W.K.N. Europees Muay Thai-kampioen 2004
- Nederlands Muay Thai-kampioen
- Kampioen Muay Thai Bond Nederland Junior Class

## Interview
Interview van Paul Blank met Tyrone Spong tijdens It's Showtime 2009 Arena op 16 mei. Tyrone Spong - Attila Karacs. Spong wint de partij op punten.

Interview van Paul Blank met Tyrone Spong na zijn K1 gevecht in de Amsterdam Arena op 26 april 2008 tegen Azem Maksutaj.

## Trivia
- Spong heeft een MBO-diploma van een handelsopleiding.
- De oom van Tyrone Spong is Gerard Spong.